# Курганы (Бежецкий район)
Курганы — деревня Бежецкого района Тверской области России, входит в состав Поречьевского сельского поселения.

## География
Деревня расположена в 9 км на северо-запад от центра поселения села Поречье и в 44 км на северо-запад от райцентра Бежецка.

## История
В 1816 году в селе Курганы была построена каменная Покровская церковь с 3 престолами.
В конце XIX — начале XX века село входило в состав Поречьевской волости Бежецкого уезда Тверской губернии. 
С 1929 года деревня входила в состав Поречьевского сельсовета Молоковского района Бежецкого округа Московской области, с 1935 года — в составе Калининской области, с 1963 года — в составе Бежецкого района, с 2005 года — в составе Поречьевского сельского поселения.

## Население
| 1859 | 2008 | 2010 |
| ---- | ---- | ---- |
| 96   | ↘11  | ↘7   |

## Достопримечательности
В деревне расположена недействующая Церковь Покрова Пресвятой Богородицы (1816).